# Pośrednia Małołącka Turnia
Pośrednia Małołącka Turnia (ok. 1780 m) – jedna z kilku turni w północno-zachodniej grani Małołączniaka w polskich Tatrach Zachodnich. Nie znajduje się bezpośrednio w grani Czerwonego Grzbietu, lecz stanowi zakończenie odchodzącej od niego na północny wschód, krótkiej bocznej grzędy i oddzielona jest od Czerwonego Grzbietu przełączką Pośrednie Małołąckie Siodło (ok. 1770 m). Z Czerwonego Grzbietu można łatwo przez tę przełączkę wyjść na turnię, natomiast na północny wschód do Piargów nad Zagonem obrywa się ona potężną ścianą o wysokości ok. 350 m. Po lewej stronie (patrząc z dołu) ściana Pośredniej Małołąckiej Turni płynnie przechodzi w północną depresję oddzielającą ją od Wielkiej Turni, z prawej strony natomiast od swojej sąsiadki – Skrajnej Małołąckiej Turni – oddzielona jest głębokim Żlebem Pronobisa opadającym z Małołąckiego Siodła.

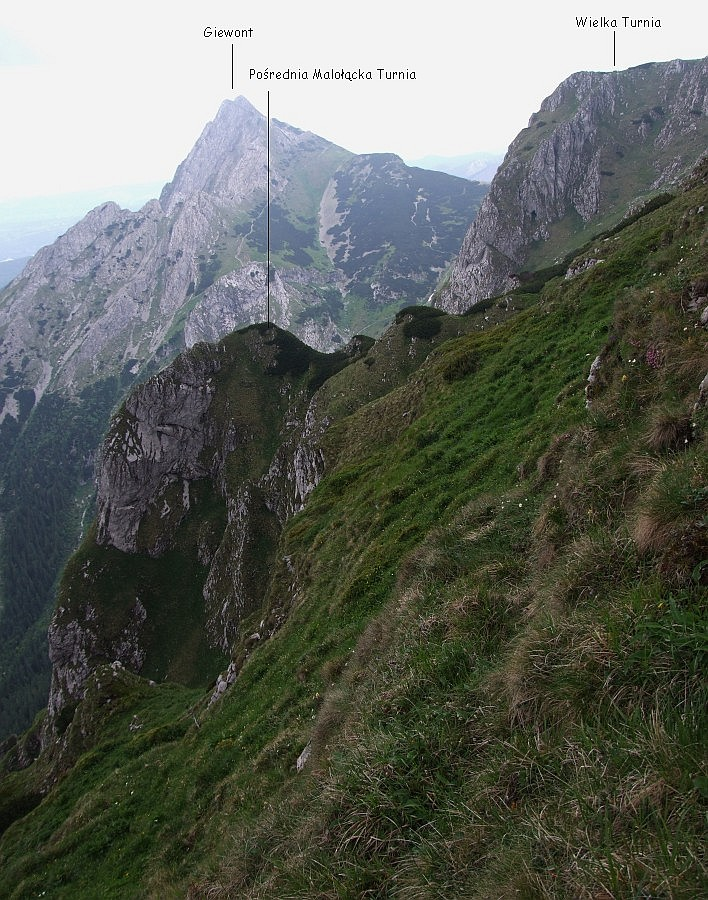
Widok z Czerwonego Grzbietu

W północnej ścianie można wyróżnić trzy piętra o mniej więcej jednakowej wysokości:
- dolna część – zbudowane z płyt, z rzadka poprzerastane trawami urwisko. Znajduje się w nim szeroki i trawiasty zachód,
- środkowa część, mniej stroma i poprzerastana trawnikami. Od lewej strony (północna depresja) przechodzi w Małołącki Ogród, od prawej opada z niej do Żlebu Pronobisa stromy i wąski komin,
- górna część. Jest najbardziej stroma. Znajduje się w niej kilka półek[2].

Pierwszym taternikiem, który zainteresował się ścianami Pośredniej Małołąckiej Turni, był Marek Pronobis, on też jako pierwszy przeszedł w niej kilka dróg wspinaczkowych o skali trudności UIAA do 5+ (w tym jedna direttissima). Wspinaczka była tutaj dozwolona do 1982, później jednak ze względu na ochronę przyrody została przez Tatrzański Park Narodowy zakazana. Park konieczność ścisłej ochrony całego rejonu Wielkiej Turni uzasadnia tym, że jest to jedno z zaledwie pięciu miejsc w polskich Tatrach, w których kozice mogą spędzić zimę. Płoszone przez wspinaczy przenoszą się w inne rejony, gdzie giną w lawinach.
We wschodniej ścianie Pośredniej Małołąckiej Turni znajduje się Jaskinia Ciasna w Groniu, a nad nią kilka innych jaskiń, m.in.: Czerwona Studzienka, Zośka, Kominek obok Ciasnej w Groniu, Dziura pod Siodełkiem, Dziura w Czerwonym Grzbiecie. Pod ścianą turni znajduje się figurka z 1862 r. (tzw. Matka Boska Małołącka). Ufundowała ją matka chłopca, który przeżył tutaj szczęśliwie upadek ze skał (jego kolega niestety zginął).